# Rugby club Cannes Mandelieu
Ne doit pas être confondu avec le Rugby Club Val de Siagne, club créé en 2009, devenu entre-temps le Lérins Rugby Club.
Maillots
Le Rugby club Cannes Mandelieu est un club français de rugby à XV, basé à Cannes et à Mandelieu-la-Napoule.

## Histoire
Après 8 montées successives du plus bas niveau au plus haut, le club accède en 1994-1995 au groupe A, plus haut niveau de la première division. Il redescend dès la fin de la saison. En 2005-2006, le club est relégué en Fédérale 2, puis en Fédérale 3 à l'issue de la saison.
Il remporte le titre de Fédérale 3 en 2008 et remonte en Fédérale 2. Après une saison en demi-teinte, le RCCM est relégué en Fédérale 3.
Le club disparaît à l'intersaison 2009.

## Palmarès
- Champion de Fédérale 3 en 2008.
- Finaliste du Challenge de l'Espérance en 1997.
- Champion de France junior Balandrade en 1999[réf. nécessaire].

## Joueurs célèbres
- Franck Montanella
- Patrick Barthélémy